# کودیوگو
کودیوگو شهری در شهرستان کومبیسیری در استان بازگا در بورکینافاسوی مرکزی است و جمعیت آن ۳۴۳ نفر است.